# ASC Entente
El ASC Entente es un equipo de fútbol de Mauritania que juega en la Tercera División de Mauritania, la tercera liga de fútbol en importancia en el país.

## Historia
Fue fundado en el año 1979 en la ciudad de Sebkha y está a la sombra del club importante de la ciudad, el ASC Nasr de Sebkha. Cuenta con dos títulos de la Copa mauritana de fútbol, ambos conseguidos después del siglo XXI. Jugaron en la Liga mauritana de fútbol por última ocasión en la temporada 2011/12.
A nivel internacional han participado en dos torneos continentales, en los cuales nunca han podido superar la ronda preliminar.

## Palmarés
- Copa mauritana de fútbol: 2

2003, 2005

## Participación en competiciones de la CAF
| Temporada | Torneo                       | Ronda      | Club                | Casa  | Visita | Global |
| --------- | ---------------------------- | ---------- | ------------------- | ----- | ------ | ------ |
| 2004      | Copa Confederación de la CAF | Preliminar | CS Étoile de Guinée | 0-2   | 0-2    | 0-4    |
| 2006      | Copa Confederación de la CAF | Preliminar | ASO Chlef           | w.o.1 | w.o.1  | w.o.1  |

1- ASC Entente abandonó el torneo.